# إرفين هاس
إرفين هاس (بالألمانية: Erwin Haas)‏ هو مجدف ألماني، ولد في 20 يوليو 1945 في أوفنباخ أم ماين في ألمانيا.

## وصلات خارجية
- إرفين هاس على موقع الاتحاد الدولي للتجديف (الإنجليزية)
- إرفين هاس على موقع اللجنة الأولمبية الدولية (الإنجليزية)
- إرفين هاس على موقع أوليمبيديا (الإنجليزية)